# Abschnittsbefestigung Schlossberg Kallmünz
Die Abschnittsbefestigung Schlossberg Kallmünz besteht aus zwei Wällen unterschiedlicher Zeitstellung auf dem Schlossberg Kallmünz und dem dazugehörenden Kirchen- und Hirmesberg. Die Anlage wird als Bodendenkmal unter der Aktennummer D-3-6837-0008 im Bayernatlas als „Wallanlagen vor- und frühgeschichtlicher Zeitstellung, jungpaläolithische und mesolithische Freilandstationen, Höhensiedlungen der Jungsteinzeit, der Bronzezeit, der Urnenfelderzeit, der Hallstattzeit und der Frühlatènezeit, archäologische Befunde im Bereich der mittelalterlichen Burgruine Kallmünz“ geführt. Der Schlossberg ist ein nach drei Seiten durch Steilabfälle zur Vils und Naab gesicherter Felssporn von etwa 50 ha Größe, er wurde um 1900 v. Chr. in der Bronzezeit gerodet. Die Abschnittswälle schützten eine bronzezeitliche Siedlung um 1500 v. Chr., eine weitere um 1000 v. Chr. in der Urnenfelderzeit und eine keltische von 500 bis 350 v. Chr. 
Der innere Wall verläuft hundert Meter vor der mittelalterlichen Burgruine Kallmünz. Er ist 220 m lang und bis 12 m hoch.  Er erstreckt sich von Südwest nach Nordost und umschließt ein drei ha großes Areal. Der Zugang war durch ein Zangentor auf der östlichen Seite möglich. Dieser innere Abschnittswall stammt aus der Zeit um 1000 v. Chr., in der Keltenzeit wurde er um 500 v. Chr. mit einem Flechtwerk zwischen Eichenpfosten verstärkt. Lange Zeit meinte man, dass dieser dann mit dem sog. Ungarnwall überbaut wurde. Dass ein solcher Wall gegen die Ungarneinfälle im 10. Jahrhundert errichtet oder verstärkt wurde, hat sich durch archäologische Grabungen nicht bestätigt. 
Der äußere Wall ist 1050 m lang und ist bis zur 3,50 m hoch. Er ist um 1400 v. Chr. entstanden. Er liegt 650 m vor dem Burgplateau und erstreckt sich in Ost-West-Richtung.

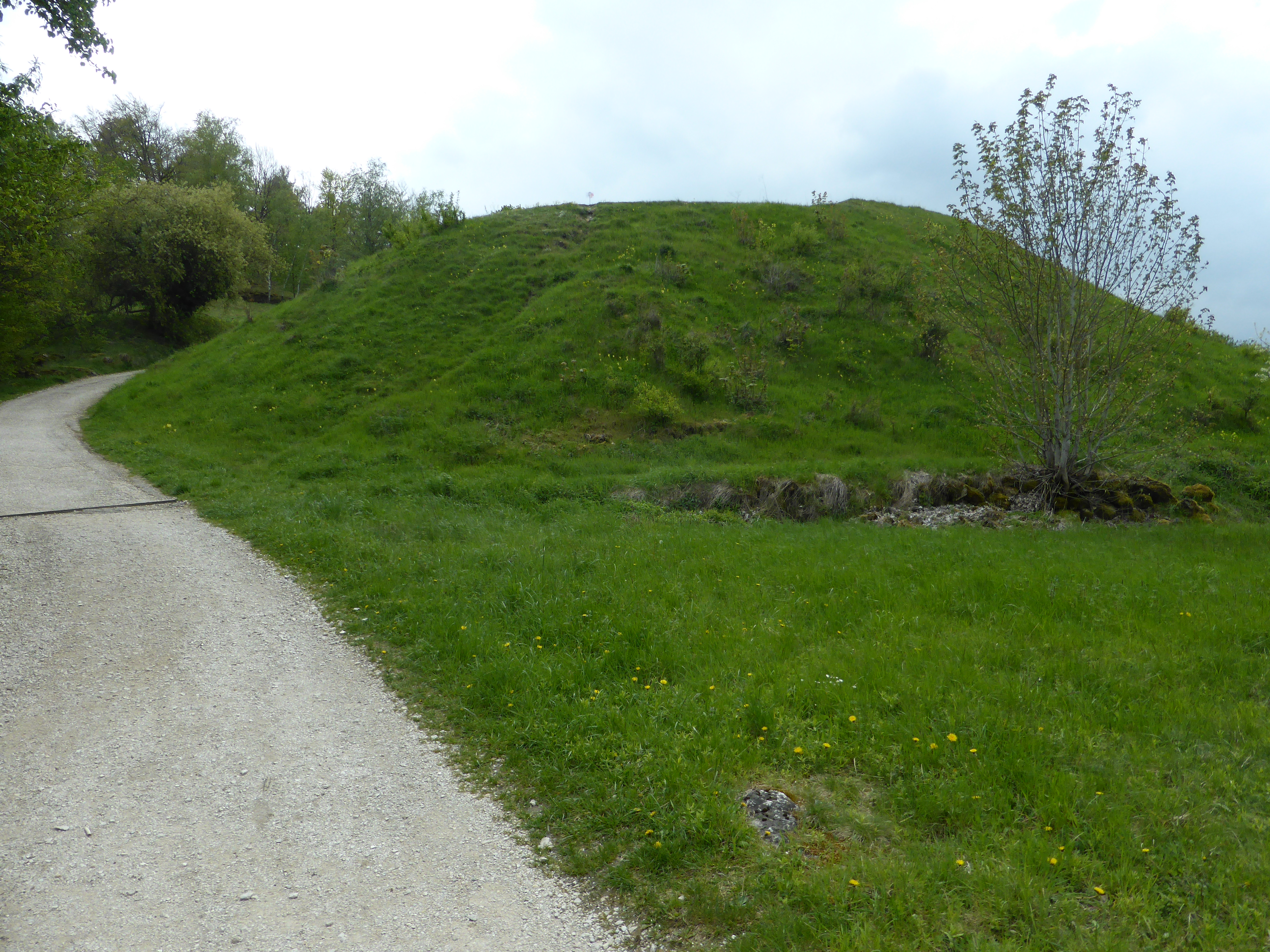
Innerer Wall Schlossberg Kallmünz
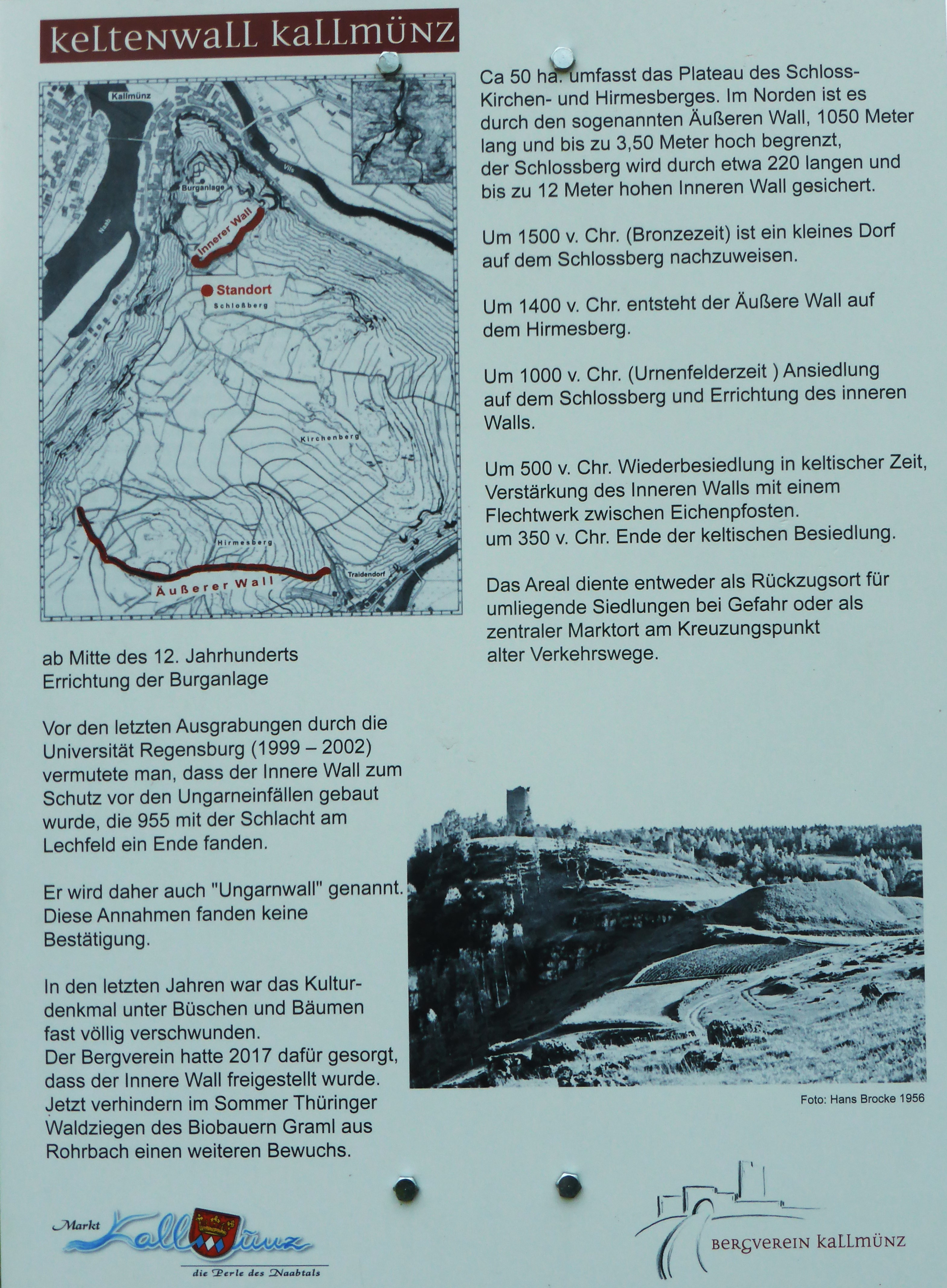
Orientierungstafel auf dem Schlossberg Kallmünz
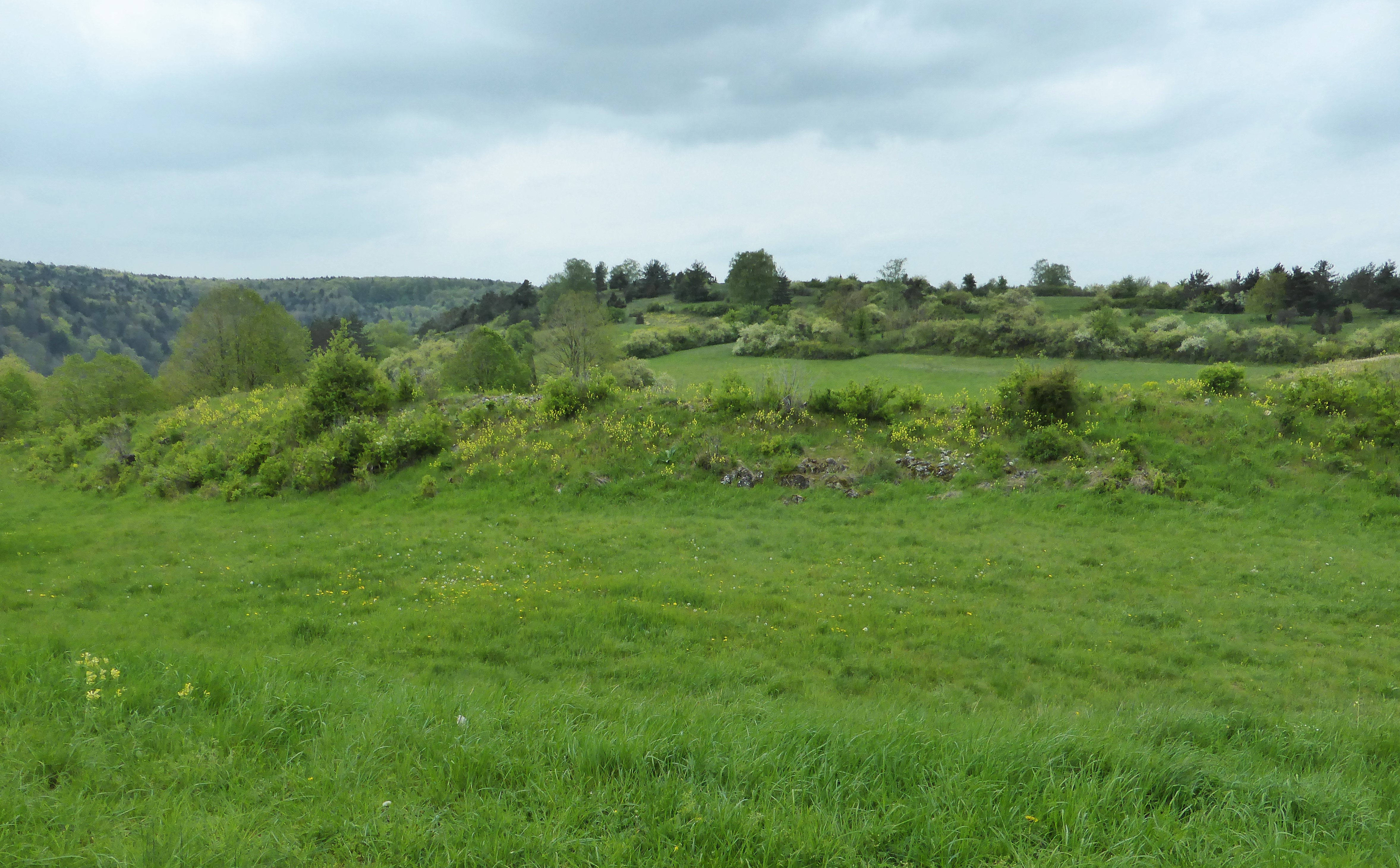
Äußerer Wall Schlossberg Kallmünz
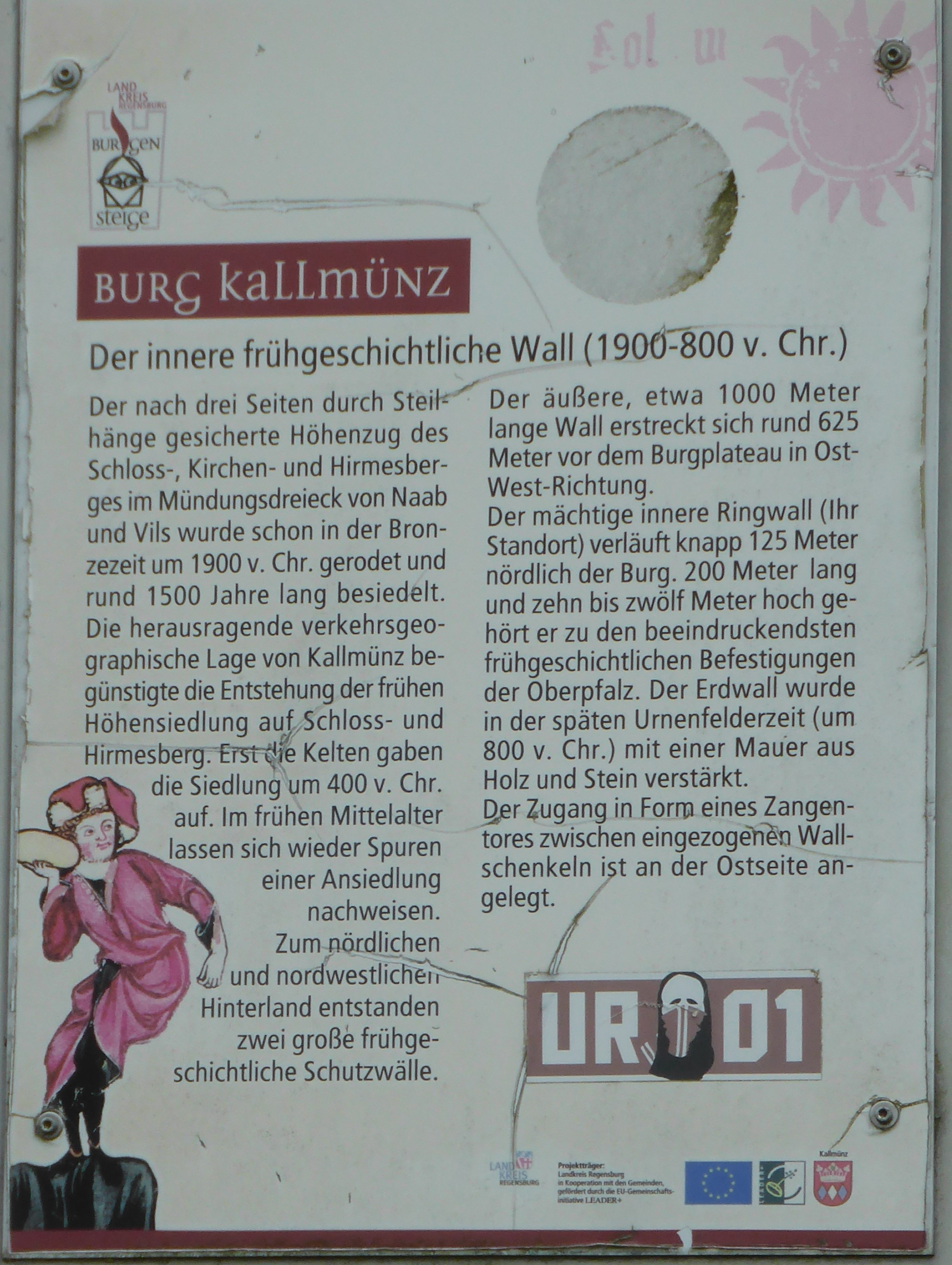
Orientierungstafel auf dem Schlossberg Kallmünz